# Halo: Ghosts of Onyx
Halo: Ghosts of Onyx é um romance de ficção científica militar por Eric Nylund, baseado na série de jogos eletrônicos Halo. O livro foi lançado em outubro de 2006 e é o quarto romance Halo; Terceira contribuição de Nylund para a série. Onyx também foi o primeiro de três romances Halo a ser publicado pela Tor Books, em vez da editora anterior, Del Rey.
Ghosts of Onyx detalha a criação de um grupo de supersoldados conhecidos como SPARTANs-III para defender a humanidade contra o coletivo alienígena conhecido como Covenant. Após os eventos de Halo 2, o mundo de treinamento do SPARTAN, Onyx é cercado por atacantes robóticos. Os SPARTANs e seus treinadores devem lutar contra os robôs e o Covenant enquanto eles trabalham para descobrir os segredos do planeta.
Após o lançamento, Ghosts of Onyx recebeu críticas geralmente positivas. O romance estreou na lista de bestsellers do The New York Times e se tornou um best-seller internacional.

## Antecedentes e escrita
O autor de Ghosts of Onyx, Eric Nylund, já havia escrito dois dos três romances anteriores de Halo, The Fall of Reach e First Strike, e foi a desenvolvedora de Halo, Bungie, com um esboço do que ele queria fazer a seguir. De acordo com Nylund, a Bungie deu-lhe espaço para escrever a história, desde que ele cumprisse alguns "objetivos [de história] muito específicos", às vezes fazendo alterações no universo Halo para incorporar suas ideias. No entanto, ele reconheceu que a dificuldade de encaixar sua história no resto do universo de Halo foi muito maior para Ghosts of Onyx do que para os outros romances, pois mais da história foi tornada pública e não podia mais ser modificada. Nylund mencionou em uma entrevista ao IGN que escrever um romance de Halo tinha seus aspectos positivos e desvantagens. "É melhor porque tenho todos esses brinquedos e personagens incríveis para brincar", afirmou Nylund em uma entrevista, "Não é tão bom porque tenho que trabalhar e brincar bem com outras partes da propriedade intelectual para que tudo se encaixe".
Ghosts of Onyx, originalmente conhecido como Ghosts of Coral, foi o primeiro romance Halo a ser publicado pela Tor Books em vez da Del Rey. Nylund teve 15 semanas para escrever o livro, ao contrário das 7 semanas para The Fall of Reach, mas ele afirmou que ainda "perdeu o sono... comeu um monte de chocolate e bebeu muito café." Os editores da Tor também tiveram mais tempo do que os da Del Rey e ajudaram a "desemaranhar" a complicada trama de Onyx. Ao escrever, Nylund apontou que "a tensão é a pedra angular de qualquer boa história", e que Ghosts of Onyx não seria diferente.
O revisor do IGN, Douglass C. Perry, descobriu que, usando parágrafos curtos e muitos saltos no tempo, "o estilo de escrita [do romance] mantém o ritmo, mesmo quando não há muita coisa acontecendo". Esta técnica é usada deliberadamente por Nylund para acelerar o ritmo e evitar "fatigar o leitor e perdê-lo".

## Sinopse

### Ambientação
Ghosts of Onyx se passa no século 26, onde a humanidade, sob os auspícios do Comando Espacial das Nações Unidas, desenvolveu viagens mais rápidas do que a luz e colonizou centenas de mundos. Sem aviso, um coletivo alienígena conhecido como Covenant ataca a colônia humana externa de Harvest. O Covenant começou a caçar colônias humanas, vitrificando a superfície de cada mundo. A melhor arma da humanidade contra o Covenant tecnologicamente superior são os SPARTANs-II, supersoldados equipados com uma armadura poderosa; infelizmente, existem poucos SPARTANs para mudar o rumo da guerra.

### Personagens
Kurt-051
Kurt é um SPARTAN-II que serve no time de John-117. Kurt é conhecido por seu senso de intuição, que salva sua equipe em várias ocasiões. Recrutado para treinar uma nova série de Spartans, Kurt fica arrasado com as pesadas baixas sofridas por seus estagiários. Em resposta, Kurt começa a instituir modificações cerebrais ilegais para dar a seus soldados uma chance melhor de sobrevivência. Devido aos esforços secretos de seus superiores para recrutá-lo para o programa, nenhum dos ex-colegas de Kurt sabe que ele está vivo.
Franklin Mendez
Mendez é um dos treinadores do projeto SPARTAN-III. No romance anterior de Nylund, Halo: The Fall of Reach, Mendez é o treinador do SPARTAN-II e parte logo após o primeiro encontro da humanidade com o Covenant para treinar a próxima geração de Spartans. Após o próximo lote de SPARTANs-II ser adiado, Mendez retorna ao serviço ativo lutando contra o Covenant antes de treinar os SPARTANs-III.
Catherine Halsey
Halsey é a criadora do projeto SPARTAN-II. A fim de treinar os jovens recrutas que ela selecionou para o programa, Halsey sequestra as crianças e as substitui por clones. Embora seus soldados tenham um sucesso fenomenal, Halsey sai abruptamente com a SPARTAN ferida Kelly em Halo: First Strike em uma missão não especificada. Depois de anos manipulando voluntariamente seus "filhos", Halsey decide tentar salvá-los todos ao invés de jogá-los em uma guerra que ela acredita que a humanidade perderá.
James Ackerson
Ackerson é um coronel do Exército e um feroz oponente do programa SPARTAN-II; durante The Fall of Reach, Ackerson chega ao ponto de tentar matar John-117 em um exercício de treinamento. Ackerson propõe seu próprio programa SPARTAN, que tentaria duplicar o registro operacional do SPARTAN-II a um custo menor - criando "Spartans descartáveis". A existência desse programa é mantida em segredo do público e de grande parte do Conselho de Segurança, especialmente Halsey.

### Resumo do enredo
A história começa com um grupo de SPARTANs-III sendo implantados em um depósito de reabastecimento da frota Covenant no ano de 2545. Os soldados destroem as instalações, mas todos, exceto dois dos trezentos SPARTANs, são mortos. A narrativa então volta para 2531, onde SPARTANs-II são implantados contra insurreicionistas humanos; embora a equipe esteja quase capturada, a intervenção oportuna de Kurt-051 permite que a equipe complete sua missão. Enquanto isso, o coronel James Ackerson se reúne com o Escritório de Inteligência Naval (ONI). Ackerson anuncia seu plano de criar uma nova geração de SPARTANs que retém muito da eficácia dos supersoldados, sem o alto preço do programa SPARTAN-II. Esses SPARTANs-III são treinados por Franklin Mendez, assim como Kurt-051. Com sua morte encenada pela ONI, Kurt-051 é colocado no comando completo do treinamento do SPARTAN-III, sob o nome e posto de Tenente Kurt Ambrose. O projeto SPARTAN-III é realizado em um planeta secreto da ONI chamado Onyx, onde há também uma escavação arqueológica de antigas ruínas Forerunner em uma área conhecida como "Zona 67". Quando uma companhia de SPARTANs-III desaparece na Zona 67, ela é declarada fora dos limites para todo o pessoal.
Como os SPARTANs-II, os candidatos SPARTAN-III passam por aprimoramentos cibernéticos e biológicos radicais e são equipados com uma armadura especial para aumentar suas habilidades. A primeira companhia SPARTAN-III teve grande sucesso, mas foi eliminada quando recebeu a ordem de destruir um estaleiro orbital Covenant em 2537. Abalado pelo massacre de suas tropas, Kurt melhora o regime de treinamento para seu próximo lote de recrutas do SPARTAN-III, mas eles também são mortos em ação, então Kurt, em um esforço para reduzir as baixas, institui modificações biológicas ilegais na terceira companhia de SPARTANs. Enquanto realizava um exercício de treinamento perto da Zona 67, o pessoal do UNSC se vê sob ataque de drones robóticos alienígenas.
Enquanto isso, a Dra. Catherine Halsey, a criadora do projeto SPARTAN-II, junto com a SPARTAN Kelly-087 chegam no sistema Onyx. À medida que se aproximam da superfície do planeta, são atacados por mais robôs drones e caem, encontrando-se com os sobreviventes humanos dos ataques. Halsey identifica os drones robóticos como Sentinelas Forerunner partir dos registros da inteligência artificial Cortana sobre os eventos de Halo: Combat Evolved. Halsey envia uma mensagem de volta à Terra, que está sob ataque do Covenant; em resposta, Lord Hood envia os SPARTANs-II Fred-104, Linda-058 e Will-043 para Onyx.
No mundo anel Forerunner Delta Halo, os Covenant estão no meio de uma guerra civil. Elites interceptam o sinal de socorro de Halsey e ficam sabendo da existência do Onyx e de sua tecnologia Forerunner. Tanto o Covenant quanto as forças do UNSC que chegam a Onyx são atacados por Sentinelas. Toda a frota do UNSC em Onyx é destruída pela batalha que se segue, exceto por uma nave furtivo, a Dusk, que permanece escondida, observando os eventos.
As forças humanas restantes em Onyx descobrem uma cidade Forerunner sendo rapidamente descoberta pelas Sentinelas, e são guiados em uma esfera enorme pela Dra. Halsey. Ela determina que o planeta inteiro é, na verdade, um "Mundo Escudo" construído pelos Forerunners para se proteger do disparo dos mundos anéis Halo, que são projetados para erradicar toda a vida senciente. Lutando contra os perseguidores do Covenant, os humanos descobrem uma entrada que leva a uma esfera de Dyson. Kurt fica para trás para detonar duas armas nucleares para impedir o Covenant de seguir os humanos para a esfera. Escondido a uma distância de Onyx, a Dusk observa enquanto a superfície de Onyx se rasga para revelar que o mundo inteiro é construído de Sentinelas, todas conectadas para fornecer uma defesa impenetrável em torno da Esfera Dyson no coração do planeta. As Sentinelas aniquilam as naves da frota Covenant restantes que orbitam o planeta e os Prowler recuam. Fred, agora dentro da esfera de Dyson, assume o comando dos sobreviventes e ordena que todos procurem um método de fuga.

## Recepção
O IGN deu boas notas a Ghosts of Onyx, elogiando o estilo de escrita de Nylund e como Onyx conseguiu amarrar muitos fios da trama que foram deixados pendurados nos romances e nos jogos. A publicação notou, no entanto, que Master Chief fez apenas uma aparição especial e que Ghosts of Onyx é "sobre o elenco de personagens coadjuvantes", ao invés dos heróis do jogo eletrônico. Oferecendo uma visão menos positiva do livro estavam publicações como Subnova.com, que criticou o romance como sendo muito pior do que Halo: First Strike, apresentando personagens com os quais o leitor não se importava e usando muitos jargões. O revisor afirmou que "É um bom livro. Honesto. Simplesmente não se enquadra no padrão estabelecido pelos outros livros da série." Em resposta a reclamações sobre erros tipográficos, Nylund respondeu que uma reimpressão do livro corrigindo esses problemas iria aparecer.
Ghosts of Onyx estreou como bestseller do The New York Times, permanecendo na lista por onze semanas. O romance viria a se tornar um bestseller internacional; uma brochura para o mercado de massa seria lançada em 7 de abril de 2007.